# Alexeï Tchekounkov
Alexeï Olegovitch Tchekounkov  (en russe : Чекунков, Алексей Олегович), né le 3 octobre 1980 à Minsk, dans la république socialiste soviétique de Biélorussie en URSS, est un homme d'
d'État, politicien russe. Ministre de la fédération de Russie pour le développement de l'Extrême-Orient et de l'Arctique
depuis le 10 novembre 1920 jusqu'au 14 mai 2024
).
Il est directeur général pour le fonds de développement de l'Extrême-Orient et l'Arctique depuis le 25 septembre 2014.
Depuis l'invasion de l'Ukraine par la Russie, il est sous le coup des sanctions contre la Russie imposées par les États-Unis, l'Union européenne, l'Ukraine et la Suisse ainsi que d'autres institutions et pays, occidentaux et mondiaux.

## Biographie
Alexeï Olegovitch Tchekounkov est né le 3 octobre 1980 à Minsk.

### Formation
Il est diplômé  de la faculté des relations économiques internationales de Moscou (université) du ministère russe des affaires étrangères (Institut d'État des relations internationales de Moscou) et titulaire d'une maîtrise en administration d'état et de municipalités de l'université fédérale d'Extrême-Orient.
Alexeï Tchekounkov parle parfaitement le français.

### Activités
- 2001—2011 — Tchekounkov a occupé des postes de direction dans le secteur des investissements en Russie. Il a dirigé de grands projets d'organisations financières internationales et russes (Alrosa, Delta Private Equity, Groupe alpha), y compris sur le territoire d'Extrême-Orient en république de Sakha et dans le kraï de Khabarovsk[4]. Il a dirigé sa propre société d'investissement New Nations Capital (investissement de capital, service bancaire d'investissement)[5].

- 2011—2013 — Il participe à la création, puis occupe le poste de directeur et membre du conseil d'administration du comité d'investissement Russian Direct Investment Fund (RDIF). Il est responsable des investissements en matière de santé, d'économies d'énergie, du secteur des matières premières, et aussi de la création d'un fonds d'investissement russo-chinois conjointement avec la China Investment Corporation (CIC)[6].

- 2014—2020 — Tchekounkov est directeur général du fonds de développement de l'Extrême-Orient et de l'Arctique (Vnesheconombank).

- Le 10 novembre 2020 Tchekounkov  est nommé ministre du développement de l'Extrême-Orient et l'Arctique[7].

Pendant plusieurs années, Alexeï Tchekounkov a été membre du conseil de surveillance d'Alrosa, du conseil d'administration de RusHydro et d'autres sociétés.
Il est membre de la commission gouvernementale pour le développement de l'Extrême-Orient,.
Le 14 mai 2024, Vladimir Poutine le nomme ministre de la fédération de Russie pour le développement de l'Extrême-Orient et l'Arctique dans le gouvernement Mikhaïl Michoustine (2)
.

## Sanctions occidentales
Le 25 février 2022, et à la mi-décembre 2022, sur fond d'invasion de l'Ukraine par la Russie, il est inclus dans la liste de l'Union européenne pour « le déplacement de citoyens ukrainiens en Extrême-Orient russe». Selon les données de l'UE « sous son contrôle se trouvent des ressources des régions d'Extrême-Orient qui ont été utilisées dans la soi-disant République populaire de Donetsk.
Le 24 février 2023, le département d'état américain inclut Tchekounkov dans la liste des personnes soumises aux sanctions contre la Russie, pour  « avoir mis en œuvre des opérations russes et l'agression contre l'Ukraine, et avoir géré illégalement des territoires ukrainiens occupés dans l'intérêt de la fédération de Russie »,.
Pour des raisons similaires Tchekounkov est sous sanction de la Suisse et de l'Ukraine, de l'Autriche et de la Nouvelle-Zélande.

## Famille
Le père de Tchekounkov, Oleg Fiodorovitch Tchekounkov, a été de 1998 à 2001 ambassadeur extraordinaire et plénipotentiaire en Biélorussie et au Vietnam.
Ce père était d'origine cosaque du Don et sa mère était d'une famille de diplomates, sa grand-mère était polonaise.
Alexeï Tchekounkov est marié et a deux filles.

## Distinctions
- Médaille «За развитие Сибири и Дальнего Востока», pour le développement de la Sibérie et de l' Extrême-Orient  (2023[19])
- Remerciement Председателя Совета Федераций Федерального собрания РФ poour sa grande contribution au développement du district fédéral d'Extrême-Orient et de la zone arctiqueго en fédération de Russie (Moscou 12 décembre 2022)